# Alligator
Alligator es un género de saurópsidos (reptiles), conocidos popularmente como lagartos o aligátores. Ocasionalmente y de manera coloquial, se los denomina indistintamente como caimanes, pese a que caimanes y aligátores pertenecen a géneros distintos; ya que taxonómicamente divergen a nivel de subfamilia.[cita requerida] Actualmente incluye dos especies vivas, el aligátor chino y el aligátor americano. El nombre español actual usado en la clasificación científica procede del inglés alligator, que a su vez es una deformación del español «el lagarto», con el que los conquistadores españoles de Florida bautizaron inicialmente a este animal.

## Descripción
Los aligátores se encuentran casi siempre en aguas dulces, muy raramente se les ve en lagunas salobres y nunca se adentran en el mar. Esto se debe a que carecen de las glándulas secretoras de sal de las que disponen los cocodrilos, por ejemplo, y como resultado de ello no se han expandido hacia las islas del Caribe como sí han hecho varias especies de cocodrilos.
Se diferencian fácilmente de los cocodrilos por la forma de su cabeza y morro, más anchos y cortos. Los dientes no sobresalen cuando mantienen la boca cerrada, cosa que sí sucede en los cocodrilos. Los ojos se sitúan en una posición muy atrasada respecto a otros géneros de Crocodilia. El color de la gruesa piel es normalmente oscuro (más en el caso de la especie china) acercándose a veces al negro, aunque no son raros los ejemplares más claros e incluso hay algún caso leucístico.
Ambos sexos son territoriales y a veces se producen violentas luchas por el dominio de estos. No obstante, suelen evitarlas gracias a su potente rugido disuasorio. Son unos de los pocos reptiles dotados de voz. Los aligátores tienden a tolerar más los individuos de menores dimensiones en las cercanías, mientras que se muestran más estrictos con los de tamaños similares al suyo.

## Anatomía

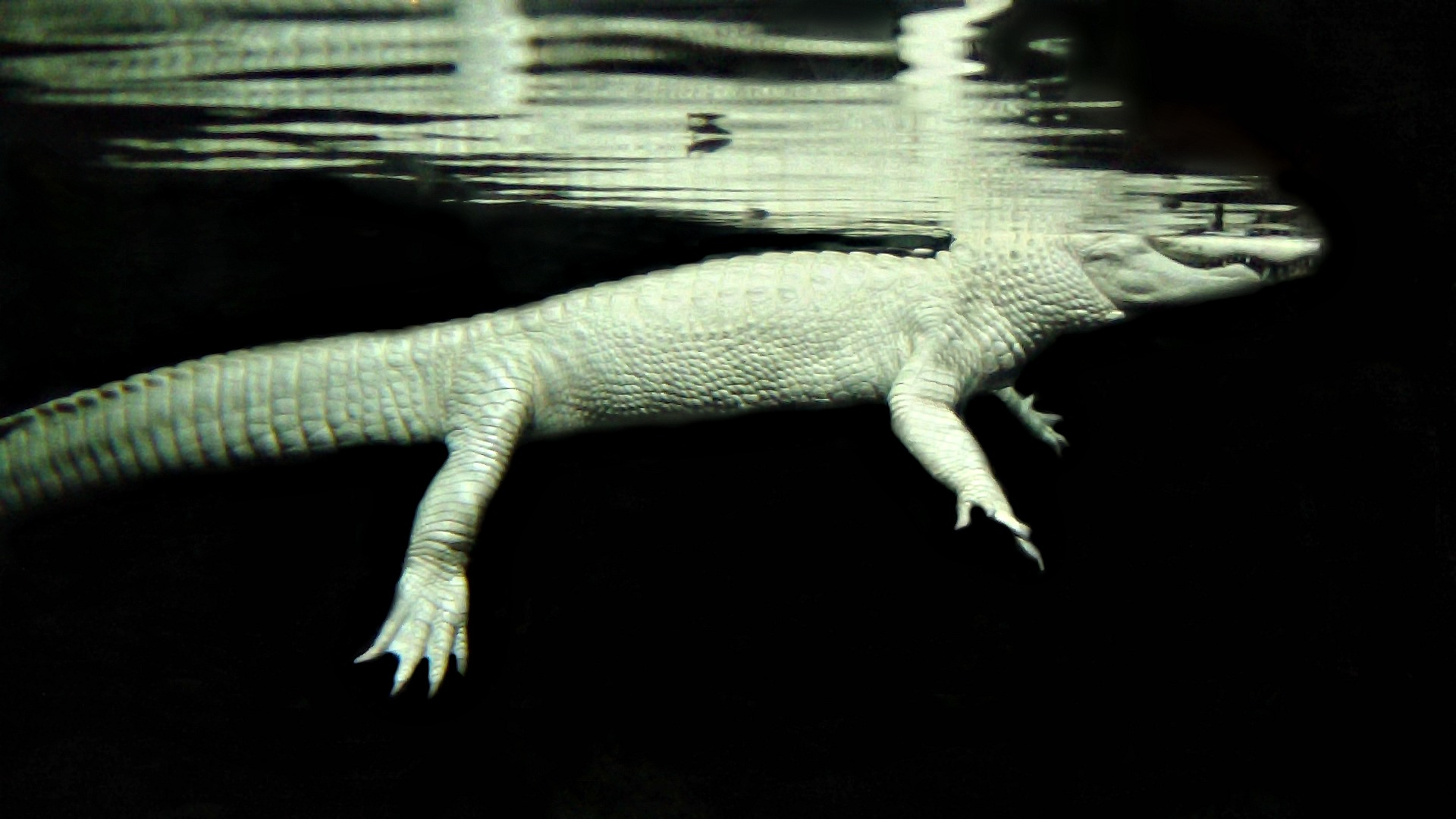
Un raro caimán albino nadando.

Se ha demostrado que los alligators, al igual que las aves, presentan un movimiento unidireccional del aire a través de sus pulmones. Se cree que la mayoría de los otros amniotes muestran una respiración bidireccional o tidal. En un animal con respiración tidal, como un mamífero, el aire entra y sale de los pulmones a través de bronquios ramificados que terminan en pequeñas cámaras sin salida llamadas alvéolos. Como los alvéolos representan callejones sin salida para el flujo, el aire inspirado debe volver a salir por donde entró. En cambio, el aire de los pulmones de un alligator hace un circuito, moviéndose en una sola dirección a través de los parabronquios. El aire entra primero por la rama externa, se desplaza por los parabronquios y sale del pulmón por la rama interna. El intercambio de oxígeno tiene lugar en una extensa vasculatura alrededor de los parabronquios.
El alligator tiene un sistema digestivo similar al del cocodrilo, con pequeñas diferencias en la morfología y la actividad enzimática. Los aligatores tienen un estómago dividido en dos partes, con una primera porción más pequeña que contiene gastrolitos. Se cree que esta porción del estómago cumple una función similar a la de la molleja de algunas especies de aves, para ayudar en la digestión. Los gastrolitos sirven para triturar la comida, ya que los aligatores dan grandes mordiscos o se tragan enteras las presas más pequeñas. Este proceso facilita la digestión y la absorción de nutrientes una vez que la comida llega a la segunda porción del estómago. 
Una vez que se ha procesado la comida de un alligator, pasará a la segunda porción del estómago, que es muy ácida. Se ha observado que la acidez del estómago aumenta una vez que comienza la digestión. Esto se debe al aumento de la concentración de CO2 en la sangre, como resultado de la derivación de derecha a izquierda del corazón del alligator. La derivación de derecha a izquierda del corazón en los aligatores significa que el sistema circulatorio recirculará la sangre a través del cuerpo en lugar de regresar a los pulmones.  La recirculación de sangre conduce a una concentración mayor de CO2 y una menor afinidad por el oxígeno. 
Hay evidencia que sugiere que hay un aumento del flujo sanguíneo desviado al estómago durante la digestión para facilitar un aumento en la concentración de CO2, lo que ayuda a aumentar las secreciones de ácido gástrico durante la digestión. El metabolismo del alligator también aumentará luego de una ingesta de alimentos hasta cuatro veces por encima del ritmo de su metabolismo basal. Los alligators también tienen una mucosa muy plegada en el revestimiento de los intestinos para ayudar aún más en la absorción de nutrientes. Los pliegues dan lugar a una mayor superficie a través de la cual se absorben los nutrientes.
Los aligatores también tienen microbiomas complejos que aún no se comprenden del todo, pero a los que se pueden atribuir tanto beneficios como costes para el animal. Estos microorganismos pueden encontrarse en la elevada superficie de los pliegues mucosos de los intestinos, así como en todo el tracto digestivo. Los beneficios incluyen una mejor salud total y un sistema inmunitario más fuerte. Sin embargo, los caimanes siguen siendo vulnerables a las infecciones microbianas a pesar del refuerzo inmunitario de la microbiota.
Durante la brumación el proceso de digestión experimenta cambios debido al ayuno que la mayoría de los caimanes experimentan durante estos periodos de inactividad. Los alligatores que pasan el tiempo suficiente sin comer durante la brumación comenzarán un proceso llamado autofagia, en el que el animal comienza a consumir sus reservas de grasa para mantener su peso corporal hasta que pueda adquirir una comida suficiente. También hay fluctuación en el nivel de las poblaciones de taxones bacterianos en la comunidad microbiana del caimán entre las estaciones, lo que ayuda al alligator a hacer frente a las diferentes tasas de alimentación y actividad.

## Reproducción

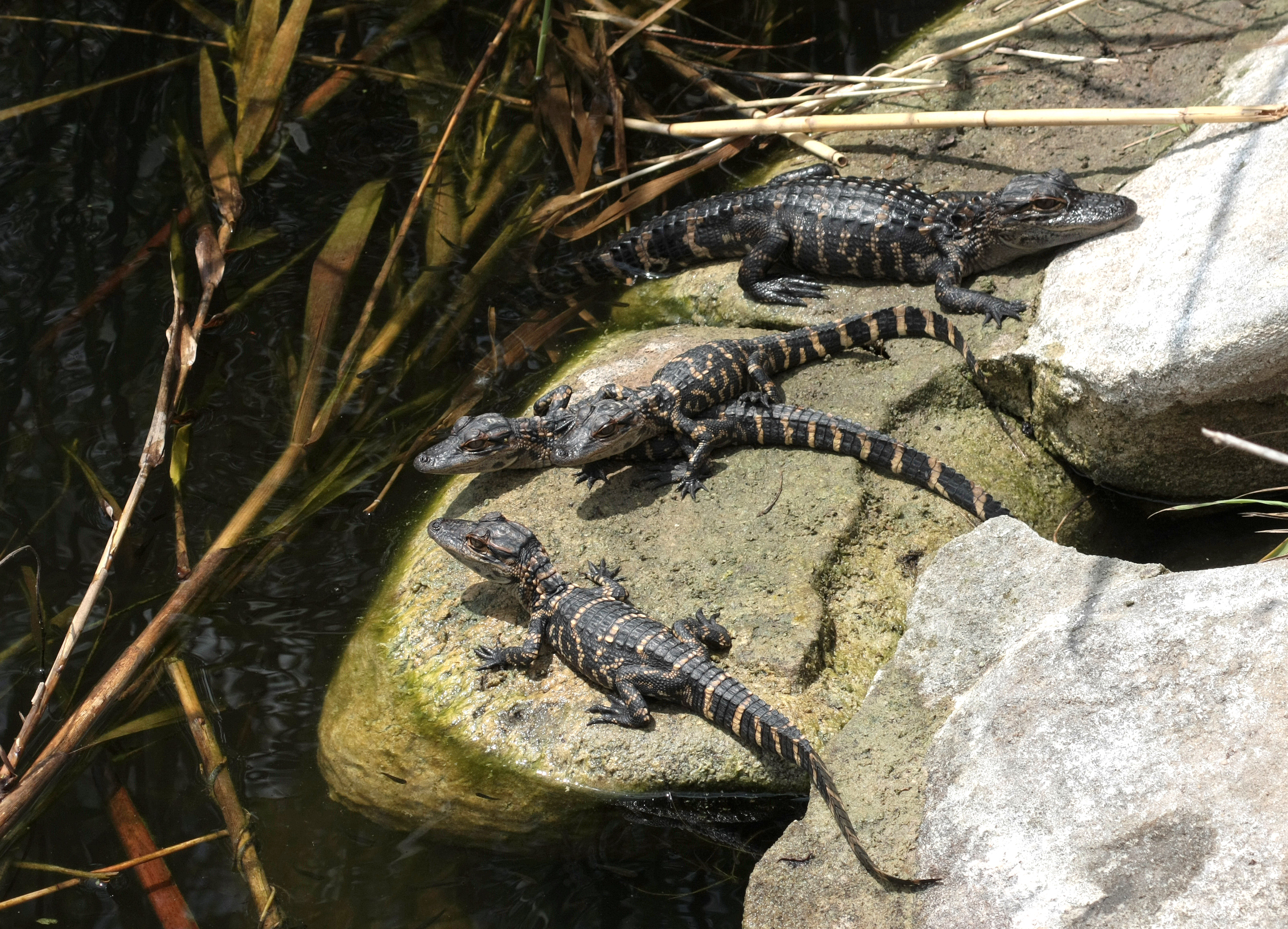
Crias de Alligator

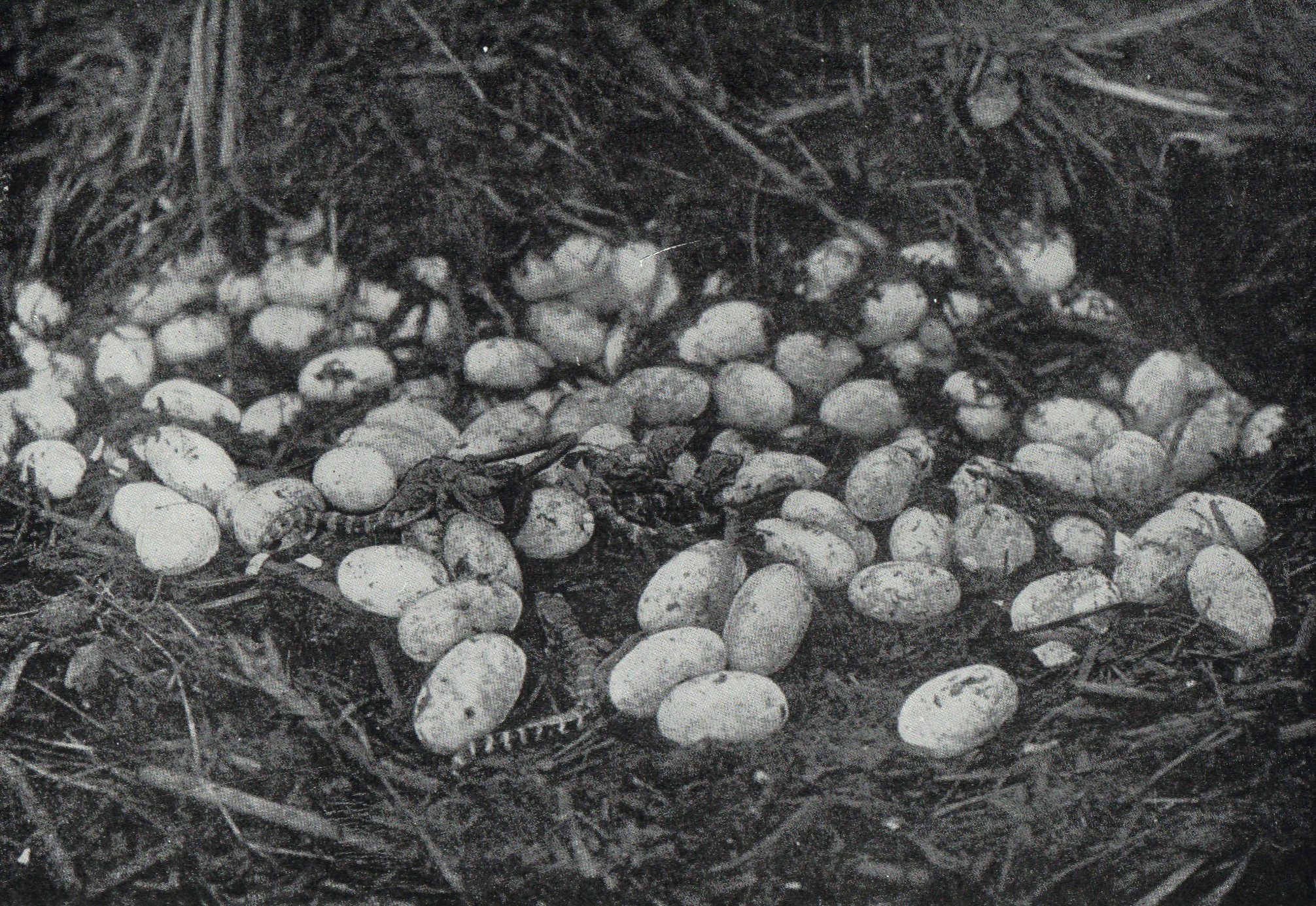
Huevos de Alligator

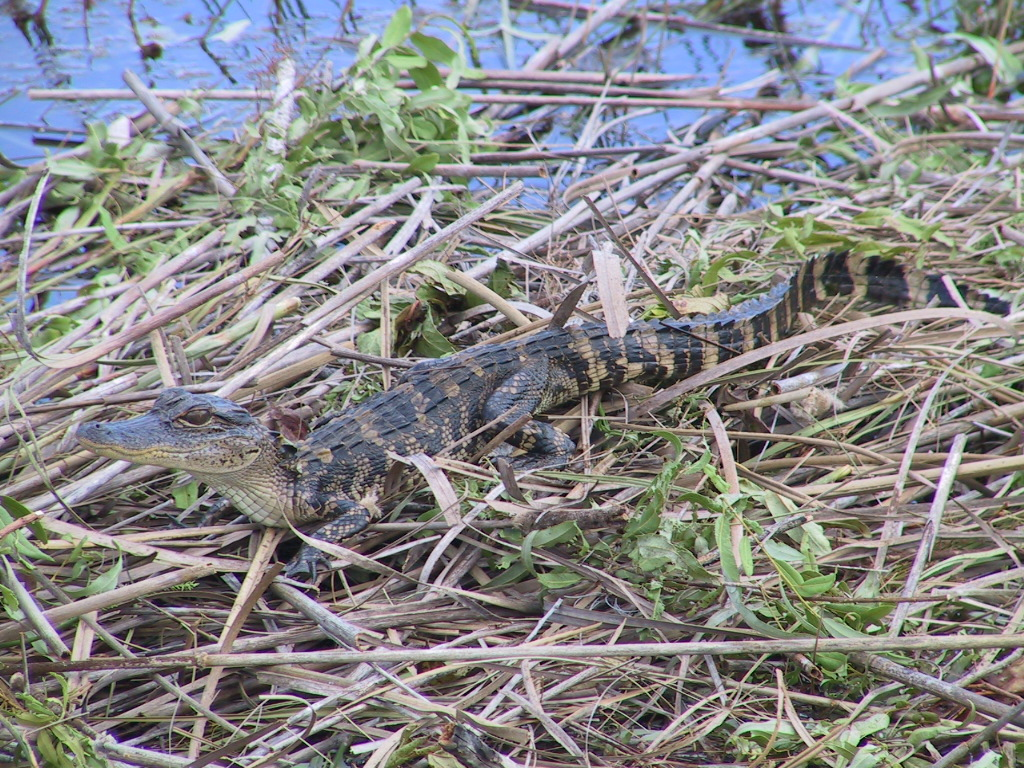
Cría de aligátor chino.

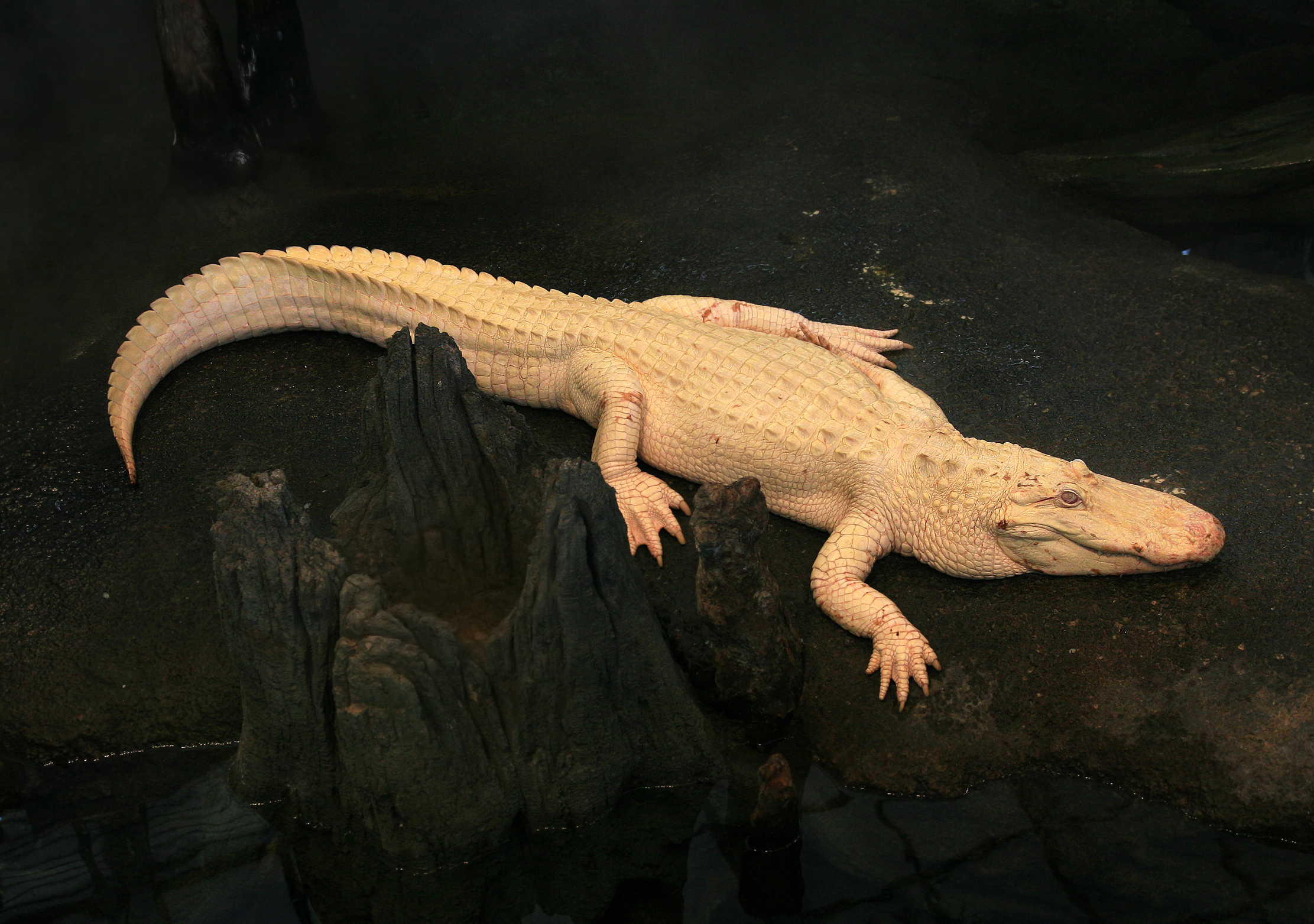
Un raro espécimen de Alligator americano albino

Durante la época de apareamiento se forman parejas estables entre machos y hembras que el resto del año viven de forma solitaria. El celo coincide con la primavera y las crecidas de agua correspondientes. Tras el apareamiento, la hembra pone de 20 a 50 huevos de tamaño similar a los de un ganso, que entierra para que se incuben solos, procurando que unos reciban más calor que otros. Esto se debe a que las diferencias de temperatura determinan el sexo de las crías, y así se garantiza el que haya un número similar de machos y hembras entre estas.
Las hembras continúan vigilando el nido durante el periodo de incubación, espantando a posibles depredadores como lagartos, serpientes, aves y mapaches. Cuando se cumplen unos 65 días desde la puesta, las crías comienzan a romper la cáscara y emiten unos sonidos similares al croar de una rana, señal que impulsa a la hembra a desenterrar el nido. Entonces conduce a los pequeños (auténticas réplicas de sus padres, bien desarrollados y solo diferentes en el tamaño) hasta el agua, donde estos se dispersan y vagan de forma solitaria, alimentándose preferentemente de insectos. Durante sus primeros días de vida pueden ser víctimas de aves zancudas, tortugas y otros animales, incluidos aligátores adultos. La madurez sexual llega a partir de los 8 años, y la muerte por vejez después de los 30.

## Dieta

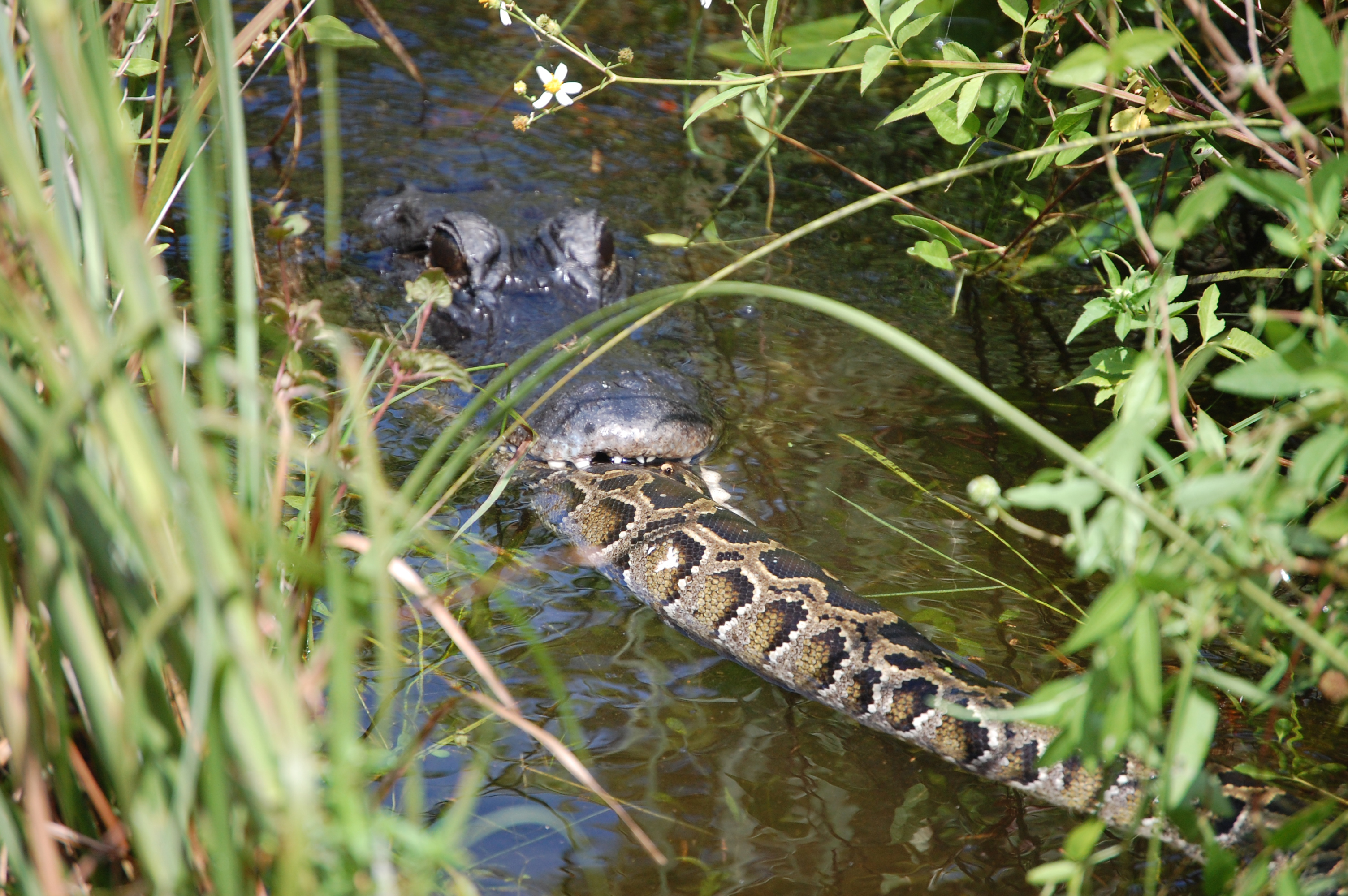
Alligator devorando una pitón birmana

El tipo de alimentos ingeridos por estos animales depende de su edad y tamaño. Cuando son jóvenes, comen peces, insectos, caracoles, crustáceos y gusanos. A medida que maduran cazan presas cada vez mayores, incluidos peces más grandes como el gar, tortugas y varios mamíferos, en particular la nutria y el desmán, así como aves, ciervos y otros reptiles. Sus estómagos también contienen a menudo piedras en la molleja para la digestión. Incluso consumen carroña si tienen mucha hambre. No se consideran peligrosos para los humanos ya que rara vez atacan si no es en defensa propia.

## Aligátor chino

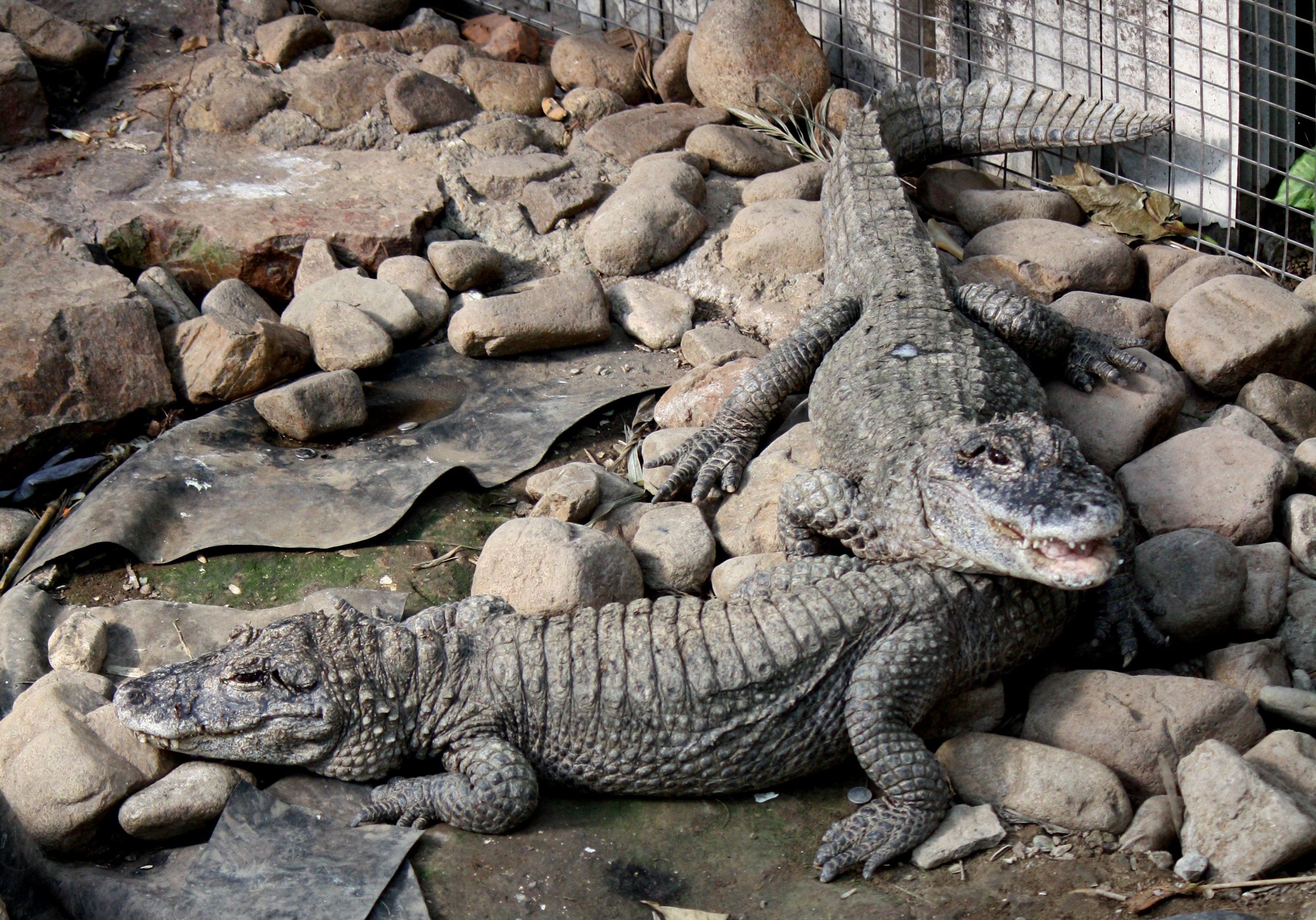
Dos ejemplares adulto de aligátor chino.

El aligátor chino (Alligator sinensis) es la especie de menor tamaño, rondando normalmente los 2 metros de largo, aunque se poseen descripciones de ejemplares excepcionales que llegaron a los tres metros. Vive en unos pocos ríos del este de China y es de carácter muy tímido y dócil, incluso en el caso de los animales salvajes. Se alimenta casi exclusivamente de peces y ranas que captura bajo el agua, aunque en las zonas habitadas puede matar gallinas y perros. También pueden comer ratas, y con ellas el veneno usado para combatirlas. Esto les ha hecho disminuir en varias regiones durante las últimas décadas. Nunca se ha registrado un ataque suyo contra humanos.
Los aligátores chinos tienen las mismas proporciones que los americanos, a pesar de sus reducidas dimensiones, solo se observa la diferencia de que las crías recién salidas del huevo poseen una cabeza más desarrollada, lo que probablemente les permite alimentarse de insectos acuáticos mayores que los retoños de aligátor americano. El color es oscuro, con bandas más claras a lo largo del cuerpo.

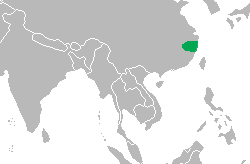
Área de distribución del aligátor chino.

Los aligátores chinos han desaparecido de amplias zonas de su antigua distribución debido a la presión humana, que cultiva las orillas donde descansan y anidan y pesca en grandes cantidades los peces que forman la mayor parte de su dieta. Actualmente quedan unos 300 en estado salvaje y es realmente difícil localizar nidadas en los ríos chinos, por lo que se considera que esta especie corre grave peligro de extinción. No obstante, en cautividad se reproduce de forma rápida y abundante, por lo que numerosos zoológicos confían en que los programas de cría en cautividad puedan salvar la especie. Unos 10 000 ejemplares se reparten por distintos zoos del mundo.

## Aligátor americano

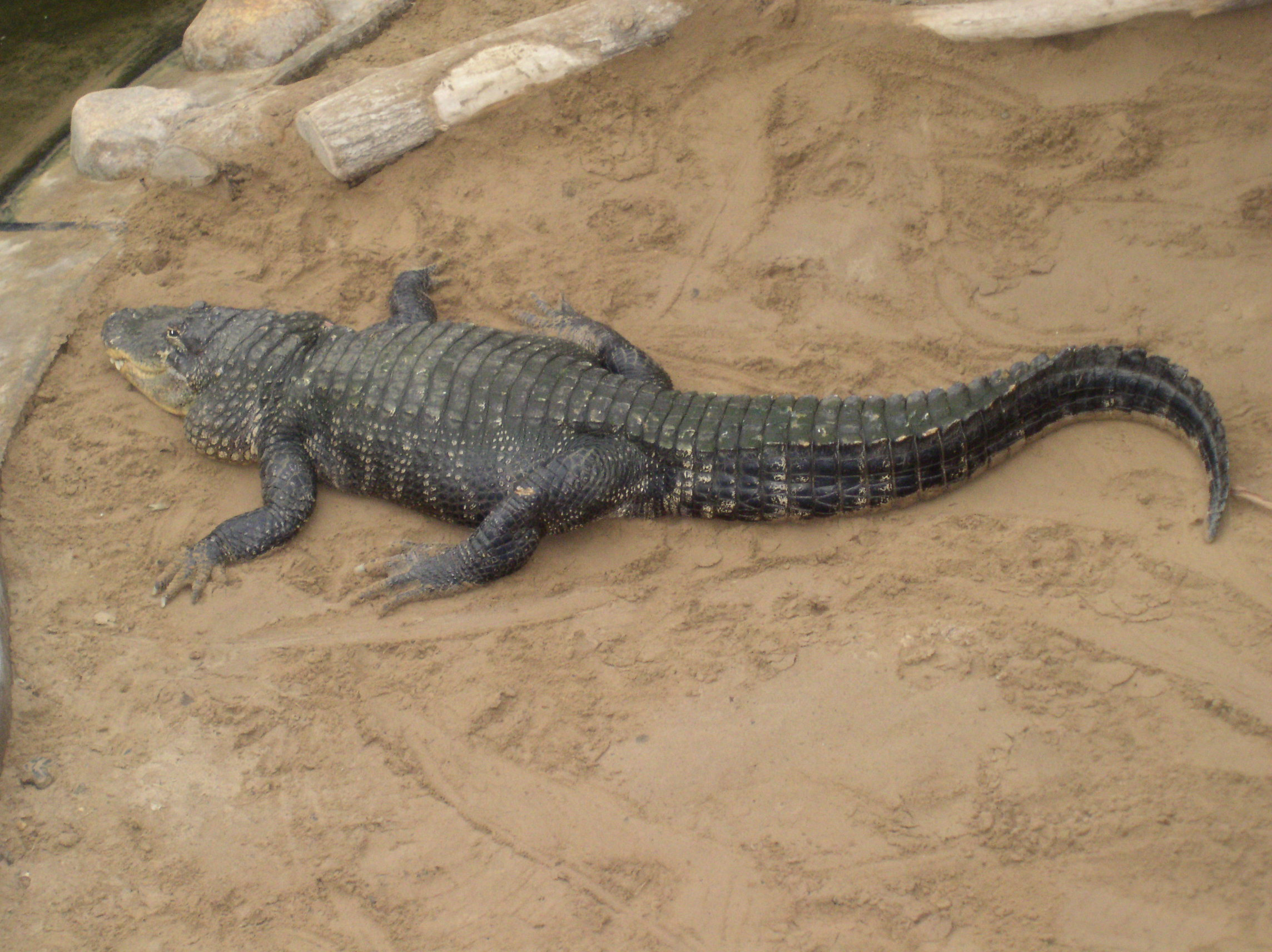
Aligátor americano en el zoológico de Berlín.

La mayor especie es el aligátor americano (Alligator mississippiensis), que de hecho es uno de los cocodrilos más grandes del Nuevo Mundo, alcanzando un máximo de 6 metros de longitud, aunque debido a la desaparición de grandes animales de la zona por causas antrópicas, hoy en día rara vez superan los 4,5 metros. Se distribuye por los ríos, pantanos y marismas del sur de Estados Unidos, desde Carolina del Norte hasta el sur de Texas.   La persecución humana de que fue objeto en otro tiempo lo ha hecho desaparecer de muchas zonas, y actualmente solo abunda realmente en el estado de Florida y en menor medida en la desembocadura del río Misisipí. Es una especie protegida en EE. UU., y muchos de los parques nacionales de Florida se crearon en su momento con el fin de preservar sus zonas de caza y anidación.

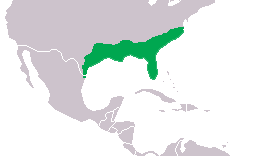
Distribución del aligátor americano.

Aunque de hábitos primordialmente acuáticos, puede recorrer grandes distancias por tierra a la búsqueda de nuevos territorios e incluso galopar a velocidades de hasta 30 km/h durante cortos trechos. Los jóvenes se alimentan de gusanos e insectos acuáticos, mientras que los adultos comen casi cualquier cosa que se mueva: peces, aves, tortugas, roedores e incluso animales de la talla de un ciervo. Los aligátores también matan con frecuencia animales domésticos como perros y gatos que se alejan de la casa de sus dueños. Los ataques contra humanos no son frecuentes, pero tampoco excesivamente raros. No obstante, cuando estos se producen casi nunca acaban con la muerte de la víctima. Conviene recordar que los aligátores americanos prefieren evitar al hombre, y que los casos de ataques son casi siempre consecuencia de  personas imprudentes que se metieron en las zonas de cría de los aligátores. Las hembras son muy protectoras con sus huevos y crías en los primeros días de vida, por lo que no dudan en atacar a cualquier intruso que se acerque.